# Alberto Montejo Gañan
Alberto Montejo Gañan (Saragossa, 19 de gener de 1988) és un futbolista aragonès, que ocupa la posició de migcampista. Ha estat internacional amb la selecció espanyola sub-15, sub-16 i sub-17.

## Trajectòria
Format a les categories inferiors del Reial Saragossa, el 2007 puja al primer filial, el Zaragoza B. Eixa mateixa campanya debuta a primera divisió amb els aragonesos, en partit contra el Reial Valladolid.
Cedit durant la temporada 08/09 al CD Numancia B, retorna al primer filial saragossista el 2009.